# Jasper (Texas)
Jasper  é uma cidade localizada no estado norte-americano do Texas, no Condado de Jasper.

## Localidades na vizinhança
O diagrama seguinte representa as localidades num raio de 40 km ao redor de Jasper.